# 棕樹蛇
棕樹蛇（學名：Boiga irregularis）是林蛇屬下的一種樹棲蛇，原産於澳大利亞東部和北部沿海、印度尼西亞東部、巴布亞新幾內亞和美拉尼西亞西部多個島嶼上。棕樹蛇因為入侵關島并對當地鳥類繁衍造成毀滅性的打擊而聞名。國際自然保護聯盟物種存續委員會的入侵物種專家小組（ISSG）列為世界百大外來入侵種。

## 特徵與習性
雖然是樹棲蛇，但棕樹蛇也會出現在草地和稀疏林地。在巴布亞新幾內亞，其活動範圍最高為海拔1,200（3,900英尺）。一般在夜間到地面捕食，白天則躲在樹冠、空木、岩隙甚至是房檐下的陰暗角落裡。棕樹蛇一般體長1—2（3.3—6.6英尺），蛇身細長可以迅速通過狹小的縫隙。身體顏色從褐色到黃綠色不等，也有帶紅色斑點的米黃色個體。可以長期不吃東西。

### 食物
棕樹蛇的食物包括鳥類、蜥蜴、蝙蝠和小型齧齒動物。因此有時也會襲擊家禽及籠鳥。
因為缺乏天敵且有豐富的食物來源，入侵關島的棕樹蛇的體型愈來愈大，超過了正常的1—2（3.3—6.6英尺）。在關島記錄中最大的棕樹蛇可長到3（9.8英尺）。

## 繁衍
棕樹蛇的繁衍並沒有得到深入研究。雌性的會產下4-12枚橢圓形的卵。依據氣候和食物豐富程度，雌性每年可產卵一至二次。產卵地點選擇在空木、岩隙和其他可以抵禦高溫和乾燥的地點。某些情況下，雌性棕樹蛇可在交配后將受精卵儲存在體內數年之久。

## 毒液

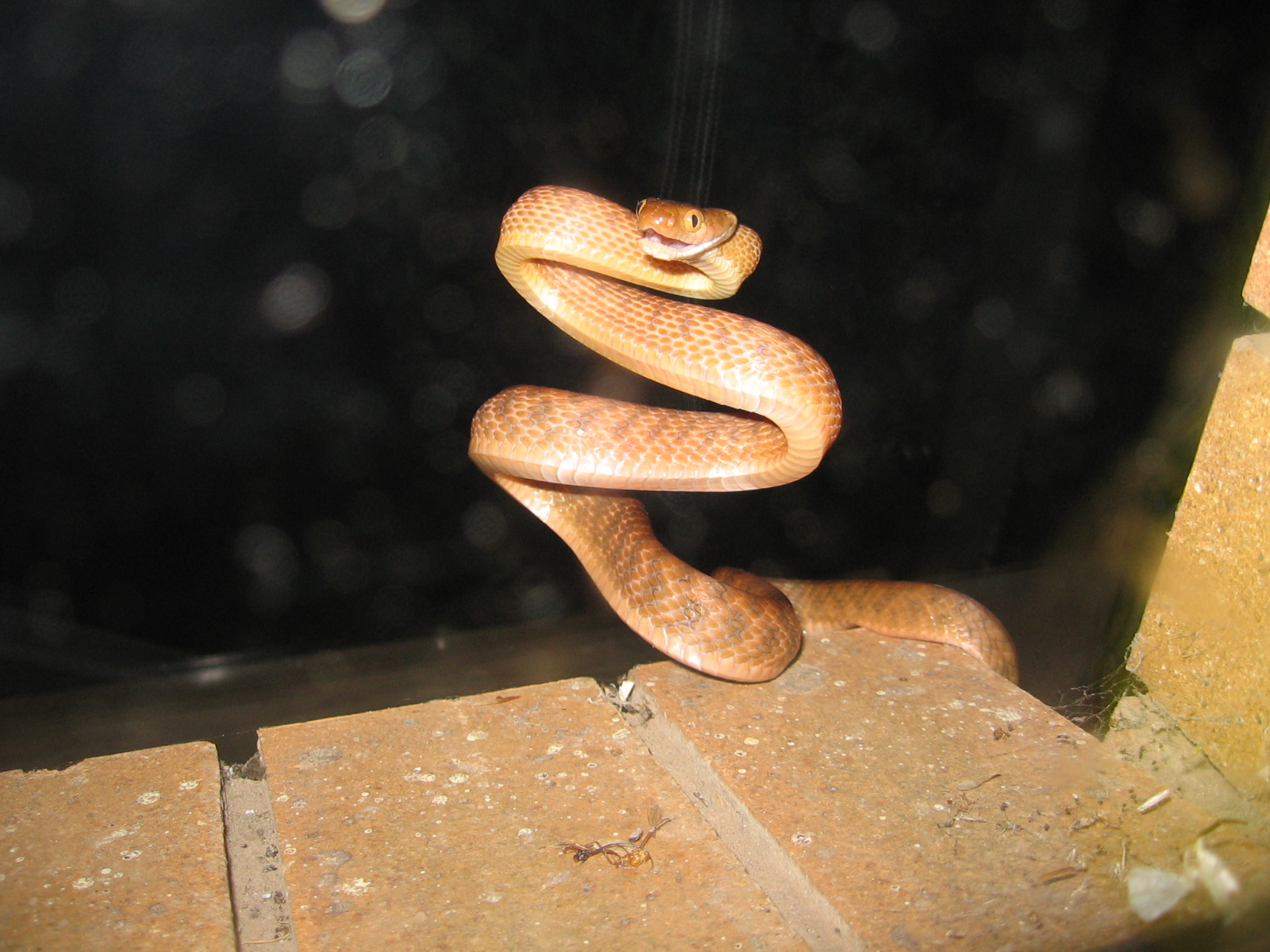
昆士蘭州的棕樹蛇

棕樹蛇受到威脅時就會變得極具攻擊性，在嘴的後部有兩個較小的毒牙，其表面有溝槽。由於其毒牙並不是中空構造，因此造成咬傷時也只有少量的毒液會進入獵物體內。毒液具有微弱的神經毒性，可能也有細胞毒性。對成年男性影響很小，而兒童會有較強的反應。

## 入侵物種
1952年棕樹蛇突然出現在關島，原因可能是貨船運輸。對棕樹蛇來說，這裡有豐富的食物來源，並且在當地除去紅樹巨蜥和野豬之外再無天敵，關島上的棕樹蛇數量開始急劇增加。造成了許多當地物種滅絕以及數千起斷電等事故，給當地居民的生活造成了相當的不便。而關島作為西太平洋地區海運樞紐，與其有聯繫的其他諸島因此也面臨著棕樹蛇入侵的威脅。為解決這一問題，當地政府專門訓練了警犬來搜尋可能藏身於貨船上的棕樹蛇。不過雖然如此，還是在威克島、天寧島、羅塔島、沖繩縣、迪戈加西亞島和夏威夷發現了其蹤跡，甚至連美國本土的德克薩斯州也有報導發現棕樹蛇。而塞班島上的棕樹蛇已經有了擴張的跡象。
現在關島上的棕樹蛇數量已經開始下降，平均每公頃約有30至50條棕樹蛇。原因可能是食物來源減少及人類捕殺。

### 數量控制
目前棕樹蛇有2種天敵已被確認，即红腹伊澳蛇和劇毒的海蟾蜍。此外還有55種潛在的天敵。但因為其天敵本身侵略性較強，因此引入天敵並不是控制其數量的好方法。
除去天敵之外，棕樹蛇對薄荷及对乙酰氨基酚過敏，在實驗中含有80毫克对乙酰氨基酚的老鼠屍體可以致死棕樹蛇。

## 外部連結
- Species Profile- Brown Tree Snake (Boiga irregularis) （页面存档备份，存于）, National Invasive Species Information Center, United States National Agricultural Library.  Lists general information and resources for brown tree snake.